# 원더풀 라이프 (1998년 영화)
《원더풀 라이프》(일본어: ワンダフルライフ)는 일본의 영화 감독 고레에다 히로카즈가 감독한 1998년 영화이다. 아라타, 오다 에리카, 데라지마 스스무 등이 출연했다.

## 줄거리
죽은 사람이 천국으로 가기 전 일주일간 머무는 중간역 림보. 그곳에서는 모두가 자기 인생에서 가장 행복했던 순간을 골라야 한다.
‘모치즈키’(이우라 아라타)와 ‘시오리’(에리카)는 림보에서 일한다. 죽은 이가 인생에서 가장 소중한 기억을 한 가지 꼽으면, 그 장면을 짧은 영화로 재현해 보여준 뒤 영원으로 인도하는 일이다.
어느날 ‘모치즈키’는 행복한 순간을 선택하지 못하는 할아버지 ‘와타나베’(나이토 타케토시)를 만나고, 그의 지난 인생을 돌아보며 자신과 관련된 예상치 못한 사실을 알게 된다.

## 출연진
- 모치즈키 타카시 - 아라타
- 사토나카 시오리 - 오다 에리카
- 카와시마 사토루 - 테라지마 스스무
- 스기에 타쿠로 - 나이토 타카시
- 나카무라 켄노스케 - 타니 케이
- 이세야 유스케 - 이세야 유스케
- 와타나베 이치로 - 나이토 다케토시
- 와타나베 쿄코 - 카가와 쿄코
- 어린 시절 이치로 - 아베 사다오
- 어린 시절 쿄코 - 이시도 나쓰오
- 식당 종업원 - 야마구치 미야코, 키무라 타에